# Henrique Neves da Silva

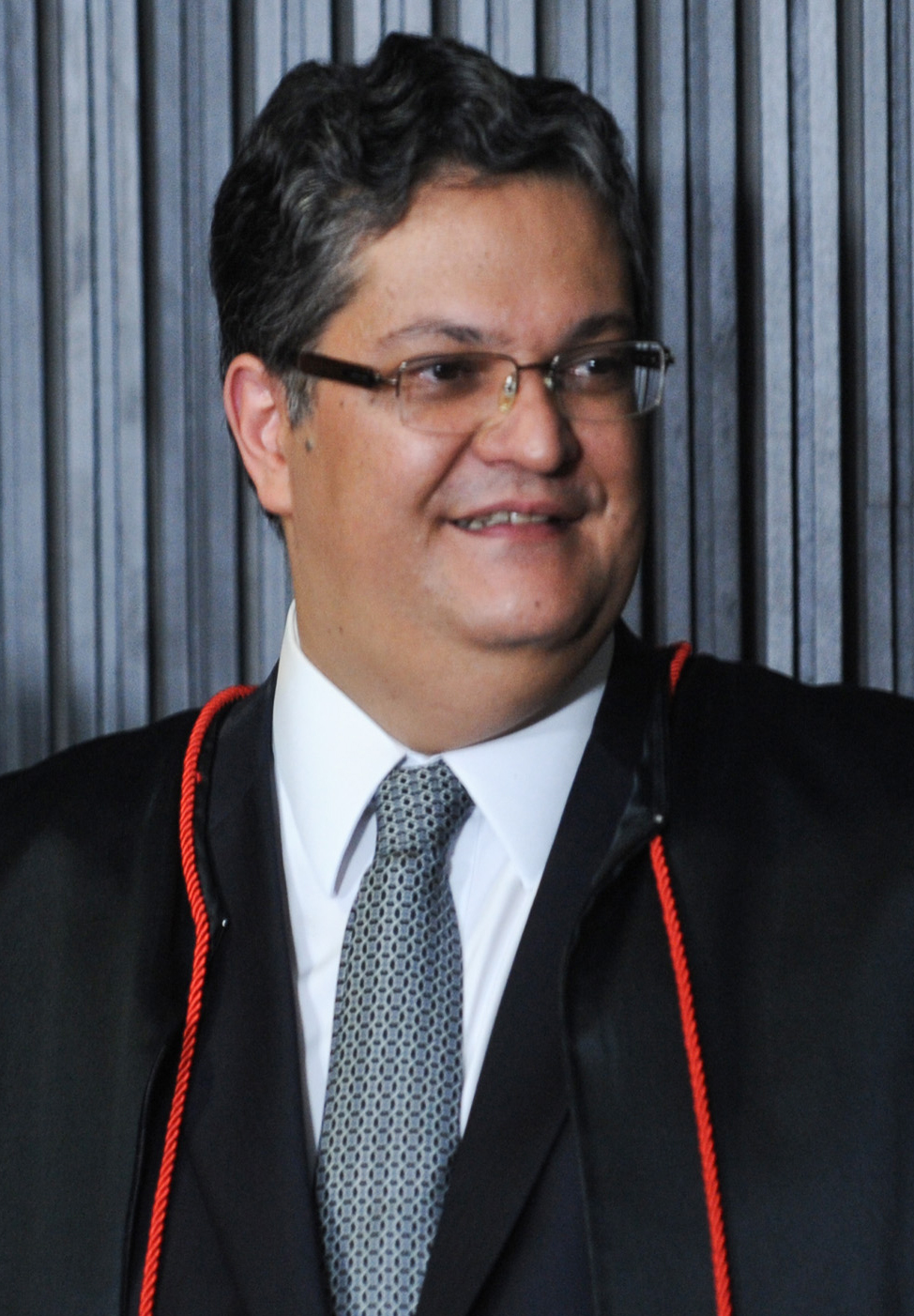

Henrique Neves da Silva (Brasília, 29 de agosto de 1965) é um advogado e jurista brasileiro.

## Biografia
Formado em Direito pela Universidade de Brasília em 1987, integra o escritório Lacombe e Neves da Silva Advogados Associados.
Ocupou o cargo de ministro substituto do Tribunal Superior Eleitoral, inicialmente para o biênio (2008 - 2010) na vaga reservada aos advogados. Foi reconduzindo para novo mandato até 6 de agosto de 2012.
Nas eleições de 2010, foi indicado como um dos Ministros para atuar como juiz auxiliar nas reclamações e representações relativas à propaganda eleitoral na eleição presidencial.
Foi nomeado, em 2012, para o cargo de Ministro efetivo do Tribunal Superior Eleitoral . Em 2015, foi reconduzido e permaneceu no Tribunal até abril de 2017
Foi eleito Presidente do Instituto Brasileiro de Direito Eleitoral (IBRADE) para o período de 2017-2020.
Filho do jurista e ex-ministro do TSE, Célio Silva e irmão do ex-ministro, Fernando Neves.